# Matuta victor
Matuta victor (лат.) — вид крабов рода Matuta из семейства Matutidae. Встречается от берегов Восточной Африки до юго-западной части Тихого океана. Юго-Восточная Азия, Новая Каледония, Фиджи, Новые Гебриды.

## Описание
Мелкие крабы с головогрудью округлой формы с двумя длинными боковыми шипами, размер краба около 5 см. Основная окраска жёлтая. Предпочитает песчаные участки, от приливной зоны до глубин около 20 м. Часто ловится местными жителями в сети, вручную, или береговыми неводами. Вид был впервые описан в 1781 году датским энтомологом Иоганном Христианом Фабрицием (Johan Christian Fabricius; 1744—1808) под первоначальным названием Cancer victor Fabricius, 1781.